# Katharina Stark
Katharina Stark, född 26 september 1998 i Fellheim, Bayern, är en tysk skådespelare.
Katharina Starks genombrott kom när hon spelade Similde i den tyska fantasyfilmen König Laurin. Hon har även medverkat i Und ihr schaut zu där hon spelade Mia Schubert en av de tongivande karaktärerna. I TV-serien Tyska huset spelade hon huvudrollsinnehaven Eva Bruhns.

## Filmografi (i urval)
- 2016 – König Laurin
- 2022 – Und ihr schaut zu
- 2023 – Tyska huset (TV-serie)